# Chase (chanson)
Pour les articles homonymes, voir Chase.
Singles de Kumi Kōda
Love and Honey
(2004) Kiseki
(2004)
Chase est le 12e single de Kumi Kōda sorti sous le label Rhythm Zone le 28 juillet 2004 au Japon. Il atteint la 18e place du classement de l'Oricon. Il se vend à 11 764 exemplaires la première semaine, et reste classé pendant 8 semaines, pour un total de 21 690 exemplaires vendus.
Chase a été utilisé comme thème musical de fin du programme de ANB "Samaazu to Yuka no ayashii××kashi chau no kayo!!". Chase se trouve sur l'album Secret et sur la compilation Best: First Things. Heat se trouve sur la compilation Out Works and Collaboration Best.

## Liste des titres
| 1. | Chase                             | Kumi Kōda, Kazuhiro Hara | Kazuhiro Hara      | 5:02 |
| 2. | Heat feat. Megaryu                | Jewels                   | MEGA-HORN, Megaryu | 4:17 |
| 3. | Chase (Instrumental)              |                          | Kazuhiro Hara      | 4:59 |
| 4. | Heat feat. Megaryu (Instrumental) |                          | MEGA-HORN, Megaryu | 4:11 |